# Helios Sánchez
Heliodoro Sánchez Fernández, també conegut com a Helios Sánchez (Molinicos, província d'Albacete, 15 d'abril de 1909 – Portèth, 29 de maig de 1988) fou un anarcosindicalista espanyol.

## Biografia
Pertanyia a una família humil i nombrosa i hagué de treballar des dels set anys en nombrosos oficis pastor, fuster, agricultor). El 1925 entrà a treballar als Alts Forns de Sagunt i s'afilià a la CNT el 1928. Fou membre de la junta sindical i delegat al Congrés de Saragossa de 1935.
El cop d'estat del 18 de juliol de 1936 el va sorprendre a Uncastillo (Cinco Villas, Aragó) d'on va fugir immediatament cap a València i s'allistà a la Columna de Ferro. Després abandonà el front i treballà en la indústria de guerra. La fi de la guerra civil espanyola el va sorprendre al port d'Alacant, on fou detingut i internat al camp de concentració dels Ametllers, al camp d'Albatera i a la cartoixa de Porta Coeli. Un cop alliberat es va incorporar a la lluita clandestina i participà en el Ple de Madrid de febrer de 1944 com a representant d'Aragó.
Fou arrestat per la Brigada Político-Social el desembre de 1944. Condemnat a 10 anys de presó, fou internat a la presó de Saragossa, d'on fou alliberat al cap d'uns anys. Continuà la seva tasca clandestina com a membre del comitè nacional de la CNT de Miguel Vallejo Sebastián. Després de ser detingut a València el març de 1950, va fugir a França el maig de 1950. Va substituir Josep Juan i Domènech com a Secretari General de la CNT fracció possibilista. Intentà aproximar novament les dues fraccions, però va fracassar i en el IV Ple Nacional de 1952 deixà la secretaria a Miguel Vallejo Sebastián. Aleshores es va establir a Tolosa de Llenguadoc i continuà la seva militància antifranquista. Fou expulsat de la CNT després del plenari de Bordeus de 1969.